# Simulació d'ordinador

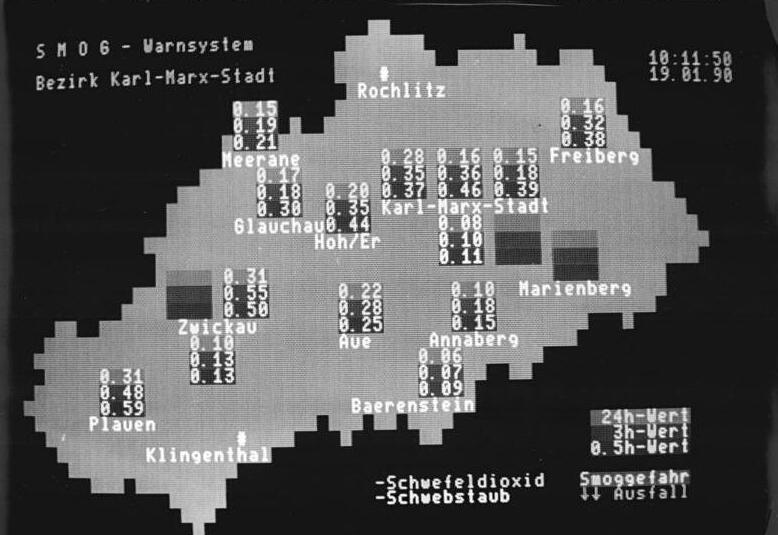
Simulació per ordinador feta el 1990 de boirina contaminada sobre sobre Karl Marx Stadt (Chemnitz), Alemanya

Una simulació d'ordinador, un model de simulació per ordinador o un model informatitzat és un programa informàtic o una xarxa d'ordinadors la finalitat del qual és crear una simulació d'un model abstracte d'un determinat sistema que està dissenyat per predir el comportament o el resultat d'un sistema físic o del món real. La fiabilitat d'alguns d'aquests models es pot determinar comparant els resultats obtinguts computacionalment amb els observats empíricament al món real. Les simulacions per ordinador s'han convertit en una part rellevant i útil dels models matemàtics de molts sistemes naturals de ciències com la física, l'astrofísica, la climatologia la química i la biologia; així com de sistemes humans d'economia, psicologia, ciències socials, ciències de la salut i enginyeria. A més es fa servir en el disseny de nova tecnologia per arribar a comprendre millor el seu funcionament.
Les simulacions per ordinador abasten des de programes informàtics l'execució dels quals dura uns minuts fins a conjunts d'ordinadors connectats en xarxa l'execució dels quals dura hores o fins i tot dies. És tal el nivell de complexitat que pot arribar a assolir una simulació per ordinador, que per alguns models seria impossible (o més aviat inimaginable) reproduir els mateixos resultats fent la simulació de manera tradicional amb paper i llapis.

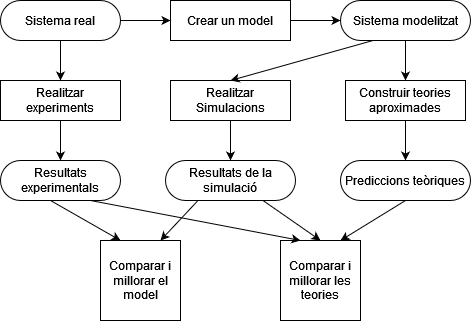
Procés de construcció d'una simulació per ordinador, i les interaccions entre la part experimental, la simulació i la teoria.

Un exemple de simulació de llarga durada és el projecte Blue Brain de l'Escola Politècnica federal de Lausana a Suïssa que es va iniciar el maig de 2005 per a fer la simulació per ordinador de tot el cervell humà, arribant fins i tot al nivell molecular.

## Model i simulació
Cal diferenciar entre un model i una simulació. Parlem de model per a referir-nos al conjunt d'algorismes i equacions que capturen i reprodueixen el comportament del sistema que s'està simulant. Per contra, una simulació per ordinador és l'execució d'aquests algorismes i equacions. Per tant, una simulació per ordinador és com denominem al procés de fer correr un model. Segons aquest criteri, no diríem "construir una simulació", sinó "construir un model (o simulador)". Similarment, no diríem "fer correr el model", sinó que diríem "fer correr una simulació".

## Història
La simulació per ordinador es va desenvolupar alhora que es va produir el vertiginós progrés de l'ordinador. El seu primer desplegament a gran escala va ser en el Projecte Manhattan, durant la Segona Guerra Mundial, per recrear una detonació nuclear. Es tractava d'una simulació de dotze esferes emprant el mètode de Montecarlo. Les simulacions per ordinador de vegades complementen o fins i tot substitueixen els sistemes de modelització per als quals no és possible trobar solucions analítiques de forma tancada. Hi ha molts tipus de simulació per ordinador, però tots comparteixen una característica comuna: tracten de generar una mostra d'escenaris representatius per a un model en què una relació completa de tots els estats possibles seria molt costós o impossible. Els models informatitzats es van emprar inicialment com a suplement d'altres paràmetres, però més endavant el seu ús es va estendre a altres àmbits.

## Preparació de les dades
Els requeriments per a les dades externes de simulacions i models varia àmpliament. Per alguns models, les dades d'entrada poden ser simplement un conjunt de nombres (per exemple, la simulació d'una ona d'electricitat a un cable elèctric), mentre d'altres poden requerir terabytes sencers d'informació (com ara un model de predicció meteorològic).
Les fonts de les dades d'entrada poden variar molt. Poden donar-se en forma de: 
- Sensors i d'altres dispositius físics connectats al model;
- Superfícies de control, emprades per a dirigir el progrés de la simulació;
- Dades actuals o històriques introduïdes a mà;
- Valors extrets com a subproducte d'altres processos;
- Valors de sortida d'altres simulacions, models o processos.

Finalment, el moment en què podem accedir a les dades també pot mostrat variabilitat. Podem trobar: 
- Dades "invariants" solen estar construïdes directament dins el codi del model. Ja sigui perquè el valor és realment invariant (per exemple, el valor de π), o perquè els dissenyadors consideren el valor invariant per a tots els casos d'interès.
- Dades introduïdes a la simulació un cop comença, per exemple llegint un o més arxius, o llegint les dades d'un preprocessador.
- Dades proporcionades mentre la simulació s'executa, com ara una xarxa de sensors.

A causa d'aquesta varietat, i també perquè diversos sistemes de simulació comparteixen molts elements, hi ha un gran ombre de llenguatges de simulació especialitzats. El més conegut podria ser Simula. Actualment n'hi ha molts més.
Els sistemes que accepten dades de fonts externes han de tenir present què és el que estan rebent exactament. Mentre que per a un ordinador és una tasca fàcil llegir dades a partir d'un fitxer de text o d'un arxiu binari, el que és molt més difícil és saber la precisió dels valors. Normalment expressem aquesta precisió amb "barres d'error", la desviació mínima i màxima dins del rang de valors per al qual esperem trobar el valor real. Com que la computació matemàtica digital no és perfecta, l'error que causen l'arrodoniment i el truncament es multiplica, per tant és útil i recomanable realitzar una «anàlisi d'error» per a confirmar que els valors de les dades de sortida de la simulació seran útilment precisos.

## Tipus
Les simulacions per ordinador es poden classificar segons diferents parells d'atributs:
- Estocàstic o determinista (i com a cas especial de determinista, caòtic)
- Estàtic o dinàmic
- Continu o discret (i com a cas especial important de models discrets, d'esdeveniments discrets o DE)
- Simulació de sistemes dinàmics, p. sistemes elèctrics, sistemes hidràulics o sistemes mecànics multicossos (descrits principalment per DAE:s) o simulació dinàmica de problemes de camp, p. CFD de simulacions FEM.
- Local o distribuït

Una altra manera de categoritzar els models és mirar les estructures de dades subjacents. Per a les simulacions de temps, hi ha dues classes principals:
- Les simulacions que emmagatzemen les seves dades en graelles normals i només requereixen l'accés del veí següent s'anomenen codis de plantilla. Moltes aplicacions de CFD pertanyen a aquesta categoria.
- Si el gràfic subjacent no és una quadrícula normal, el model pot pertànyer a la classe del mètode sense malla.

Les equacions defineixen les relacions existents entre els elements del sistema modelat i tracten de trobar un estat en què el sistema estigui en equilibri. Aquesta classe de models es fan servir habitualment per simular sistemes físics, és a dir, a mode de modelatge més senzill abans de passar al modelatge dinàmic.
- Els models de simulació dinàmica canvien en un sistema en resposta a senyals d'entrada.
- Els models estocàstics fan servir generadors de números aleatoris per simular l'atzar o una sèrie d'esdeveniments aleatoris.
- Una simulació d'un esdeveniment discret (DES, de l'anglès Discrete event simulation) manipula esdeveniments en el temps. La majoria de les simulacions per ordinador de tests de lògica i arborigrames de fallades són d'aquest tipus. En aquest tipus de simulació, el simulador té una llista d'esdeveniments ordenats pel temps que haurien de succeir. El simulador llegeix la llista i activa nous esdeveniments a mesura que se'n processa un altre. No és important executar la simulació en temps real, sinó que normalment se li dona més importància en poder accedir a les dades produïdes per la simulació per descobrir defectes lògics en el disseny o la successió d'esdeveniments.
- Una simulació de moviment continu proporciona una solució numèrica a equacions diferencials algebraiques o equacions diferencials (tant equacions diferencials en derivades parcials com equacions diferencials ordinàries). A intervals regulars, el programa de simulació resol totes les equacions i utilitza els números per canviar l'estat i la sortida de la simulació. Entre les aplicacions s'hi inclouen simuladors de vol, videojocs de construcció i gestió, modelats de processos químics i simulacions de circuits elèctrics. Al principi, aquest tipus de simulacions s'executaven en ordinadors analògics, en què es podien representar les equacions diferencials mitjançant diferents components elèctrics com a amplificadors operacionals. No obstant això, a partir de finals dels anys 80, la major part de les simulacions analògiques s'executaven en ordinadors digitals que emulaven els ordinadors analògics.
- Un tipus especial de simulació discreta que no se sustenta en un model basat en una equació, però que, no obstant, es pot representar formalment, és la simulació agent-based. En aquesta simulació, les entitats individuals (com, per exemple, molècules, cèl·lules, arbres o consumidors) del model es representen directament (en lloc de per la seva densitat o concentració) i tenen un estat intern i un conjunt de comportaments o regles que determinen com s'actualitza l'estat de l'agent d'un salt de temps al següent.
- Els models distribuïts s'executen a una xarxa d'ordinadors interconnectats, possiblement a través d'Internet. Aquest tipus de simulacions disperses en diferents ordinadors centrals se les coneix amb el nom de «simulacions distribuïdes». Hi ha diversos estàndards per a les simulacions distribuïdes, entre els quals hi ha l'Aggregate Level Simulation Protocol (ALSP), el Distributed Interactive Simulation (DIS), el High level architecture (simulation) (HLA) i el Test and Training Enabling Architecture (TENA) .

## Visualització
Prèviament, a l'hora de presentar els resultats obtinguts d'una simulació per ordinador, es feien servir taules o matrius on es mostrava com les dades es veien afectades per diversos canvis als paràmetres de la simulació. L'ús d'aquest format es devia a la influencia de l'ús de matrius clàssic en l'estudi de models matemàtics. Psicòlegs i d'altres experts van adonar-se que les persones podem percebre tendències ràpidament simplement observant gràfics o fins i tot imatges en moviment generades a partir de les dades.
Fins i tot quan l'observador no és capaç d'interpretar els nombres o les fórmules, simplement mirant les gràfiques pot ser capaç d'entendre què és el que està passant a la simulació. Un bon exemple d'aquest fenomen són els mapes de simulacions meteorològiques. Gairebé qualsevol persona pot interpretar correctament una simulació del mapa de pluges dels dies vinents, i fins i tot si no som capaços de dir que és el que està passant exactament, podem arribar a la conclusió correcta ("la pluja s'apropa o s'allunya d'on sóc jo").
Similarment, les imatges generades per ordinador (Computer Generated Imagery, o CGI per les seves sigles en anglès) d'escanejos de TC poden simular com un tumor podría encongir-se o canviar durant un període estès de tractament mèdic.

## Simulació per ordinador a la ciència
Exemples genèrics de simulació per ordinador a la ciència, els quals es deriven d'una descripció matemàtica subjacent:
- una simulació numèrica d'equacions diferencials que no es poden resoldre analíticament, de teories que involucren sistemes continus com fenòmens en cosmologia física, de dinàmica de fluids (per exemple models climàtics, models de soroll a les carreteres, models de dispersió de l'aire a les carreteres), de mecànica dels medis continus i de cinètica química es troben dins d'aquesta categoria.
- una simulació estocàstica, normalment utilitazada per sistemes discrets on els esdeveniments es produeixen probabilísticament i que no es poden descriure directament amb equacions diferencials (aquesta és una simulació discreta del cas anterior). Fenòmens en aquesta categoria inclouen la deriva genètica, xarxes bioquímiques o de regulació de genètica amb nombres petits de molècules (vegeu també el model de Monte Carlo).
- simulació de multipartícula de la resposta dels nanomaterials a múltiples escales a una força aplicada amb l'objectiu de model les seves propietats termoelàstiques i termodinàmiques. Algunes tècniques utilitzades per aquest tipus de simulacions són la dinàmica molecular, la mecànica molecular, el mètode de Monte Carlo i la funció multiescalar de Green.

Exemples específics de simulacions per ordinador a la ciència:
- simulacions estadístiques basades en l'aglomeració d'un gran nombre de perfils d'entrada, com el pronòstic de la temperatura d'equilibri d'aigües receptores, permetent que el conjunt de dades meteorològiques siguin l'entrada d'una localitat específica. Aquesta tècnica es va desenvolupar per la previsió de la contaminació tèrmica.
- la simulació basada en agents s'ha estat utilitzant eficaçment en ecologia, on sovint s'anomena "modelització basada en individus" i s'utilitza en situacions on les variacions d'individus entre els agents no són negligibles, per exemple les dinàmiques de la poblacions de salmons i truites (els models més purament matemàtics assumeixen que totes les truites es comporten igual).
- els models dinàmics amb interval de temps. En hidrologia hi ha diversos models de transport com poden ser el SWMM (model de gestió d'aigües pluvials) i el DSSAM (model d'assessorament i simulació de corrent dinàmic) desenvolupats als Estats Units.
- les simulacions per ordinador també s'han utilitzat per modelitzar formalment teories de la cognició i el rendiment dels humans, per exemple l'ACT-R.
- simulacions per ordinador utilitzant la modelització molecular pel descobriment de drogues.
- simulacions per ordinador per modelitzar infeccions virals en cèl·lules de mamífers.
- simulacions per ordinador per estudiar les sensibilitats selectives utilitzant mecano-química durant la destrucció de molècules orgàniques.
- les simulacions de dinàmiques de fluids computacional s'utilitzen per simular el comportament dels corrents d'aire, aigua i altres fluids. S'utilitzen models d'una, dos i tres dimensions. Els models d'una dimensió poden simular els efectes d'un cop d'ariet en una canyeria. Els models de dos dimensions poden simular les forces d'arrossegament en la secció transversal de l'ala d'un avió. Els models de tres dimensions poden estimar les necessitats d'escalfament i refredament d'un edifici gran.
- la comprensió de la teoria termodinàmica estadística molecular és fundamental per l'apreciació de les solucions moleculars. El desenvolupament del Teorema de la Distribució de Potencial permet simplificar aquest tema tant complex a teories moleculars molt més simples.

Algunes simulacions per ordinador destacades, i polèmiques en algunes ocasions, inclouen el World3 (Món3) de Donella Meadows utilitzat en l'informe Limits to Growth (Els límits del creixement), el DaisyWorld (Món de margarides) de James Lovelock i la Tierra de Thomas Ray.
En ciències socials, la simulacio per ordinador és un component integral dels cinc angles de l'anàlisi promoguda per la metodologia de filtració de dades, que també inclou mètodes qualitatius i quantitatius, revisions en la literatura (incloent també la literatura escolar) i entrevistes amb experts. Evidentment, com a qualsevol altre mètode científic, la reproducció és una part molt important en el simulació per ordinador.

## Simulació per ordinador a la pràctica
Les simulacions per ordinadors són utilitzades en molts contextos pràctics, com:
- anàlisi de la dispersió d'aire contaminant emprant la modelització de dispersió atmosfèrica
- disseny de sistemes complexos com auronaus i sistemes logístics
- disseny de barreres de soroll per eliminar el soroll de les carreteres
- modelització de rendiment d'aplicacions
- simulació de vol per entrenar pilots
- predicció del temps
- predicció de riscos
- simulació de circuits elèctrics
- simulació de sistemes de potència
- simulació d'altres ordinadores és emulació
- predicció dels preus del mercat financer (per exemple, Adaptive Modeler)
- comportament d'estructures (com edificis i parts industrials) sota estrès i altres condicions
- disseny de processos industrials, com plantes de processament químic
- maneig estratègic i estudis organitzationals
- simulació de reserves per enginyeria del petroli per modelitzar reserves subterrànies
- eines per la simulació d'enginyeria de processos
- simuladors robot pel disseny de robots i robots de control d'algorismes
- models de simulació urbana per simular patrons dinàmics de desenvolupament urbà i respostes a l'ús de terra urbana i polítiques de transport
- enginyeria de trafic per planejar o redissenyar parts de la red de carrers des de creuaments de ciutats fins a grans reds de carreteres nacionals per planificació de sistemes de transport, disseny i opearcions. Veure més a l'article de simulacío al transport.
- modelitzar accidents de cotxes per validar els mecanisme de seguretat en nous vehicles
- sistemes de sòl de cultiu en agricultura, via software dedicat (BioMa, OMS3, APSIM)

La fiabilitat i la confiança que la gent li dona a les simulacions per computador depèn en la validesa del model de simulació, per tant, la verificació i validació són crucials en el desenvolupament de simulacions per computador. Un altre aspecte important de simulacions per computador és la reproducibilitat dels resultats, és a dir, un model de simulació no hauria de donar diferents resultats a cada execució. Encara que això sembli obvi, és un punt d'atenció especial a simulacions estocàstiques, on nombres aleatoris, haurien de ser semi-aleatoris. Una excepció en la reproducibilitat són les simulacions d'homes-en-bucle, com simulacions de vol i videojocs. Aquí, l'humà és part de la simulació i per tant, influencia el resultat d'una forma que fa molt difícil, si no impossible, de reproduir exactament.
Els fabricants de vehicles utilitzen simulació per computador per testejar aparells de seguretat en nous dissenys. Mitjançant una copia d'un cotxe en una simulació física de l'entorn, poden estalviar centenars de milers d'euros, que d'altra manera, haurien estat requerits per construir i testejar un únic prototipus. Els enginyers poden realitzar una simulació en mil·lisegons per determinar els punts exactes d'estrès del prototipus en cada secció.
Els gràfics de computador poden ser utilitzats per visualitzar els resultats d'una simulació per computador. Les animacions poden ser utilitzades per experimentar una simulació a temps real, per exemple, simulacions d'entrenament. En alguns casos, les animacions poden ser també útils sent més ràpid inclús més lents que la realitat. Per exemple, animacions més ràpides que temps real poden ser útils per visualitzar la creació de cues en una simulació d'humans evacuant un edifici. A més, els resultats d'una simulació, solen estar afegits a imatges estàtiques utilitzant varies formes de visualització científica.
En la detecció d'errors, simular l'execució d'un programa sota un test (en comptes d'executar-lo sense depurar) pot permetre detectar més errors dels que la maquinària podria detectar per si mateixa i, al mateix temps, retornar informació rellevant sobre la depuració com la traça, alteracions en la memoria i el còmput d'instruccions. Aquesta tècnica també permet detectar desbordament del búffer i errors similars "difícils de detectar", a més de produir informació sobre el rendiment i ajustament de les dades.

## Dificultats
Encara que de vegades s'ignora en les simulacions per ordinador, és molt important realitzar una anàlisi de sensibilitat per assegurar-se que la precisió dels resultats s'entén correctament. Per exemple, l'anàlisi probabilística del risc dels factors que determinen l'èxit d'un programa d'exploració de jaciments petroliers implica la combinació de mostres d'una varietat de distribucions estadístiques mitjançant el mètode de Montecarlo. Si, per exemple, un dels paràmetres clau (p.e., la proporció neta d'estrats que contenen petroli) només es coneix per una xifra significativa, aleshores el resultat de la simulació podria no ser més precís que una xifra significativa, tot i que podria (enganyosament) ser presentat amb a quatre xifres significatives.

### Tècniques de calibratge de models
S'han d'utilitzar els tres passos següents per produir models de simulació precisos: calibratge, verificació i validació. Les simulacions per ordinador són bones per representar i comparar escenaris teòrics, però per tal de modelar amb precisió els estudis de casos reals han de coincidir amb el que realment està passant. S'ha de crear i calibrar un model base perquè coincideixi amb l'àrea que s'està estudiant. Aleshores s'ha de verificar el model calibrat per assegurar-se que el model funciona com s'esperava en funció de les entrades. Un cop verificat el model, l'últim pas és validar el model comparant els resultats amb les dades històriques de l'àrea d'estudi. Això es pot fer utilitzant tècniques estadístiques i assegurant un valor R-quadrat adequat. A menys que s'utilitzin aquestes tècniques, el model de simulació creat produirà resultats inexactes i no serà una eina de predicció útil.
La calibració del model s'aconsegueix ajustant qualsevol paràmetre disponible per tal d'ajustar la forma en que el model opera i simula el procés. Per exemple, en una simulació de tràfic, els paràmetres més comuns inlouen la distància al front, la sensitivitat de seguiment de coches, i el temps perdut d'arrencada entre d'altres. Aquests paràmetres incluencien comportaments del conductor com ara quant de temps triga en canviar de carril, o com de ràpid comença a accelerar en creuar una intersecció. L'ajust d'aquests paràmetres tindrà un efecte directe en la quantitat de tràfic que circularà a la xarxa de carreteres del model, podent modificar-los de manera que simulin una conducció general més o menys agressiva, per exemple. Aquestes característiques són exemples de calibració que es poden afinar per tal que coincideixin amb el que es dona al món real. La gran majoria de models de simulació de tràfic tenen uns valors per defecte típics que s'ajusten prou bé a la realitat en molts dels casos, però aquests valors poden ser modificats en cas que calgui representar de forma més precisa casos o ubicacions concretes.
La verificació del model s'aconsegueix obtenint les dades de sortida del model i comprarant-les amb el que s'esperaria en funció de les dades d'entrada. Per exemple, tornant a la simulació del tràfic, podem verificar el volum de coches per assegurar-nos que el volum calculat durant tota la simulació es raonablement proper al volum de tràfic en iniciar el model. Un deu percent es considera un llindar típic a les simulacions de tràfic per a determinar si les dades de sortida s'apropen suficient a les dades d'entrada. Diferents models gestionen les dades d'entrada de diferents maneres, de manera que el tràfic que s'introdueix a la xarxa pot o no arribar a la destinació desitjada. A més a més, tràfic que podria voler introduir-se a la xarxa podria no tenir-hi accés si hi ha congestió. És per això que la verificació del model és una part molt important del procés de modelització.
L'últim pas és validar el model comparant els resultats amb el que s'esperava obtenir tenint en compte les dades històriques de l'àrea d'estudi. Idealment, el model hauria de produir uns resultats similars al que ha passat històricament. Això es verifica a través del valor R-quadrat del calibratge. Aquest valor mesura la fracció de variabilitat que s'associa al model. Un valor R-quadrat elevat no implica necessàriament que el model estigui ben entrenat. Una altra eina utilitzada per validar models és l'anàlisi de les gràfiques de residus. Si els resultats del model són completament diferents del de les dades històriques, probablement hi hagi un error en el model. Abans d'utilitzar aquest model com una base per produir nous models, és important validar-lo amb diferents escenaris i comprovar que el model funciona correctament per a cadascun d'ells. Si els resultats no concorden amb les dades històriques durant el procés de validació, s'ha de revisar el model i actualitzar-lo perquè produeixi uns resultats més similars al que s'espera. És un procés iteratiu que permet produir models més realistes.
Validar models de simulació de tràfic requereix comparar el tràfic calculat per un model amb el tràfic observat a les carreteres i als sistemes de trànsit. Les comparacions inicials es fan amb itineraris entre quadrants, sectors o altres grans zones d'interès. El pas següent és comparar el tràfic estimat pels models amb el tràfic real, incloent el nombre de viatges, que creua barreres artificials creades en l'àrea d'estudi. Aquestes barreres es solen anomenar línies de control i poden ser barreres imaginàries o físiques. Aquestes línies de control delimiten unes zones concretes de l'àrea d'estudi com poden ser el districte empresarial principal de la ciutat o altres zones que representin el centre d'activitats importants. El nombre de viatges s'acostumen a validar comparant-los amb el nombre real de vehicles que creuen les línies de control que envolten el districte empresarial principal.
Tres fonts d'error que poden causar baixa correlació durant la calibració: error d'entrada, error del model, i error de paràmetres. En general, l'error d'entrada i el de paràmetres, poden ser ajustats fàcilment per l'usuari. L'error del model, en canvi, és causat per la metodologia emprada en el model i pot no ser tan fàcil d'arreglar. Els models de simulació, normalment són construïts mitjançant diferents teories de modelatge que poden produir conflictes en els errors. Alguns models són més generals, mentre altres són més detallats. Si hi ha algun error en el model com a resultat, podria ser necessari ajustar la metodologia del model per fer els resultats més consistents.
Per tal de produir bons models que puguin retornar resultats realistes, aquests són els passos necessaris que s'han de seguir per tal de garantir que els models de simulació estan funcionant correctament. Els models de simulació poden ser utilitzats com a eina per verificar teories d'enginyeria, però són vàlids només si són ben calibrats. Una vegada s'han obtingut estimacions satisfactories dels paràmetres per tots els models, aquests han de ser comprobats per assegurar que es comporten de forma adecuada a l'executar les funcions esperades. El procés de validació estableix la credibilitat del model demostrant l'habilitat de replicar la realitta. La importància de la validació del model subralla la necessitat de planejar de forma curosa, minuciosa i precisa del programa de col·lecció de dades d'entrada que tenen aquest propòsit. Per exemple, en anàlisi de tràfic, és típic per un enginyer de tràfic fer una visita per verificar la quantitat de tràfic i familiaritzar-se amb els patrons de tràfic de l'àrea. Els models resultants i prediccions no seran millors que les dades emprades per l'estimació i validació del model.